# Orden de San Pedro de Cetiña
La Orden de San Pedro de Cetiña (cirílico: Орден Светог Петра Цетињског) es la orden dinástica de la Casa Real de Petrović-Njegoš. Como Montenegro es ahora una república, la orden es distribuida como una orden privada de la casa de la depuesta familia. La Orden es concedida a miembros prominentes de la familia Petrović-Njegoš, así como a otros.
El nombre del príncipe Danilo, el primer gobernante montenegrino con un título puramente secular, es inscrito en el Condecoración. 
La Orden fue nombrada en honor al Santo Patrón de la Iglesia Ortodoxa Montenegrina, el Príncipe Obispo (Vladika) Pedro I Petrović, la persona que obtuvo efectivamente la independencia de Montenegro, y a quien se atribuye la creación del moderno Estado Montenegrino.

## Oficiales de la Orden
- Gran Maestre: Príncipe Nicolás de Montenegro[3]
- Gran Canciller: Príncipe Heredero Boris de Montenegro (29 de agosto de 2012)[4]

## Condecorados
- Princesa Verónica de Montenegro, Gran Duquesa de Grahavo y Zeta[5]
- Princesa Milena de Montenegro[5]
- Duque Borwin de Mecklemburgo[6]
- Duquesa Alicia de Mecklemburgo[6]